# 대런 린 바우즈먼
대런 린 바우즈먼(영어: Darren Lynn Bousman, 1979년 1월 11일 ~ )은 미국의 영화 감독, 각본가, 프로듀서이다. 《쏘우》 시리즈의 《쏘우 2》, 《쏘우 3》, 《쏘우 4》, 《스파이럴》의 감독으로 잘 알려져 있다. 또한 《리포! 더 제네틱 오페라》 (2008)도 감독을 맡았다.

## 출연 작품
- 스파이럴 (2021)
- 데스 오브 미 (2020)
- 세인트 아가타 (2018)
- 다크 하우스 (2016)
- 알렐루야! 더 데빌스 카니발 (2015)
- 테일즈 오브 할로윈 (2015)
- 더 데빌스 카니발 (2012)
- 더 배런스 (2012)
- 11-11-11 (2011)
- 로저 코만의 세계 (2011)
- 마더스 데이 (2010)
- 나이트메어스 인 레드, 화이트 앤 블루 (2009)
- 피어 잇셀프 (2008)
- 리포!더 제네틱 오페라 (2008)
- 쏘우 4 (2007)
- 쏘우 3 (2006)
- 쏘우 2 (2005)